# Madalyn Murray O'Hair
Madalyn Murray O'Hair (n. 13 aprilie 1919 - d. 29 septembrie 1995) a fost o activistă americană, exponent important al ateismului nord-american.
Fondatoare a asociației American Atheists, a militat intens pentru separarea între biserică și stat.
Pentru opiniile sale anti-religioase, a fost considerată cea mai detestată femeie din SUA, cel puțin conform magazinului "Life".
A murit, împreună cu fiul și o nepoată, ucisă de către David Waters, fost dactilograf al "American Atheists".
1. ↑  „Madalyn Murray O'Hair”, Internet Movie Database, accesat în 17 iulie 2016
2. ↑  Madalyn Murray O'hair, GeneaStar
3. 1 2  Madalyn Murray O'Hair, SNAC, accesat în 9 octombrie 2017
4. ↑  Madalyn Murray O’Hair, O’Hair, Madalyn Murray (13 Apr. 1919–ca. 29 Sept. 1995), prominent atheist, activist on behalf of atheist causes, author, and publisher[*]
5. ↑  IdRef, accesat în 2 mai 2020